# Atletisme als Jocs Olímpics d'Estiu de 1932 - salt d'alçada femení
El salt d'alçada femení va ser una de les proves del programa d'atletisme disputades durant els Jocs Olímpics d'Estiu de Los Angeles de 1932. La prova es va disputar el 7 d'agost de 1932 i hi van prendre part 10 atletes de 6 nacions diferents. Es permetia un màxim de tres atletes per país. La competició fou guanyada per Jean Shiley.

## Medallistes
| Or                | Plata                | Bronze          |
| Jean Shiley (USA) | Babe Didrikson (USA) | Eva Dawes (CAN) |

## Rècords
Aquests eren els rècords del món i olímpic que hi havia abans de la celebració dels Jocs Olímpics de 1932.
| Rècord del Món | 1,62  | Carolina Gisolf  | Amsterdam (NED) | 12 de juny de 1932 |
| Rècord Olímpic | 1,595 | Ethel Catherwood | Amsterdam (NED) | 5 d'agost de 1928  |

En la final Jean Shiley i Babe Didrikson van establir un nou rècord del món amb un salt de 1.65 metres.

## Horari
| Data                       | Hora  | Ronda |
| -------------------------- | ----- | ----- |
| diumenge 7 d'agost de 1932 | 14:30 | Final |

## Resultats
Degut a la poca quantitat de participants la competició es va disputar directament amb la final. Cada atleta tenia dret a fer tres intents per superar l'altura corresponent.
Les estatunidenques Jean Shiley i Babe Didrikson dominaren la prova. El cara a cara les va dur a superar el rècord olímpic (1,60) i el rècord del món (1,62) per deixar-lo en 1,65 metres. Cap de les dues va superar el 1,67. El reglament preveia un salt de desempat que en cas de ser superat no era vàlid a nivell de rècord del món. La primera en saltar i superar el 1,675 metres fou Shiley. Didrickson també superà la barra, però un jutge anul·là el seu salt per irregularitats, ja que el cap de l'atleta va superar la barra per davant les seves extremitats.
| Pos. | Atleta           | Nació         | Salt | Salt | Salt | Salt | Salt | Salt | Salt | Salt | Salt | Salt | Salt | Altura | D     | Notes |
| Pos. | Atleta           | Nació         | 1,41 | 1,44 | 1,48 | 1,50 | 1,52 | 1,55 | 1,58 | 1,60 | 1,62 | 1,65 | 1,67 | Altura | 1,675 | Notes |
| ---- | ---------------- | ------------- | ---- | ---- | ---- | ---- | ---- | ---- | ---- | ---- | ---- | ---- | ---- | ------ | ----- | ----- |
| 1    | Jean Shiley      | Estats Units  | –    | –    | –    | O    | O    | O    | O    | O    | O    | O    | XXX  | 1,65   | O     | RM    |
| 2    | Babe Didrikson   | Estats Units  | –    | –    | –    | O    | O    | O    | O    | O    | O    | XO   | XXX  | 1,65   | X     | RM    |
| 3    | Eva Dawes        | Canadà        | –    | –    | –    | O    | O    | O    | O    | XO   | XXX  |      |      | 1,60   |       |       |
| 4    | Carolina Gisolf  | Països Baixos | –    | –    | –    | O    | O    | XXO  | O    | XXX  |      |      |      | 1,58   |       |       |
| 5    | Marjorie Clark   | Sud-àfrica    | –    | –    | –    | O    | XO   | XXO  | XXO  | XXX  |      |      |      | 1,58   |       |       |
| 5    | Annette Rogers   | Estats Units  | –    | –    | –    | –    | O    | O    | XXO  | XXX  |      |      |      | 1,58   |       |       |
| 7    | Helma Notte      | Alemanya      | –    | –    | –    | –    | XO   | O    | XXX  |      |      |      |      | 1,55   |       |       |
| 8    | Yuriko Hirohashi | Japó          | –    | –    | –    | XXO  | XXX  |      |      |      |      |      |      | 1,50   |       |       |
| 8    | Yaeko Sagara     | Japó          | O    | O    | O    | XXO  | XXX  |      |      |      |      |      |      | 1,50   |       |       |
| 10   | Ellen Braumüller | Alemanya      | O    | –    | –    | –    | XXX  |      |      |      |      |      |      | 1,41   |       |       |